# MD studio
MD studio（エムディースタジオ）とはシャープが2003年まで発売していたオーディオブランド。その名前どおりMDレコーダーが搭載されており機種によってはオートリバース無しのカセットテープレコーダーも搭載される。
2003年発売のMD-F350までこのシリーズ名が使用された。同年9月発売のSD-FX10からはAuviシリーズに統合され、事実上消滅した。
基本的にはレベルメーターや録音レベル調整ツマミはほとんどの機種に搭載されていて外部入力録音時に利用できた。
2013年現在、MD studioシリーズ、Auviシリーズ共に展開を終了しており、シャープはオーディオ事業から事実上撤退している。

## MD/CDシステム
- MD-Z5（1995年11月発売）
- MD-Z10（1996年10月15日発売）
- MD-ZV30（1996年10月25日発売）
- MD-F1（1997年11月21日発売）
- MD-F10（1998年4月28日発売）
- MD-F20（1998年9月25日発売）
- MD-F11（1999年3月10日発売、カセットデッキ搭載）
- MD-F200（1999年8月25日発売）
- MD-F100（2000年2月25日発売、カセットデッキ搭載）
- MD-F15（2000年2月25日発売）
- MD-F120（2000年11月10日発売）
- MD-F150（2000年12月1日発売、カセットデッキ搭載、この機種よりMDLPモードに対応）
- MD-F220（2001年6月11日発売）
- MD-F250（2002年2月25日発売、カセットデッキ搭載）
- MD-F230（2002年9月25日発売）
- MD-F350（2003年5月発売、カセットデッキ搭載、シリーズ最終機種）
- MD-FS503（2003年5月発売、カセットデッキ搭載、MD-F350の量販店限定モデル）